# Partisanos de Bielski

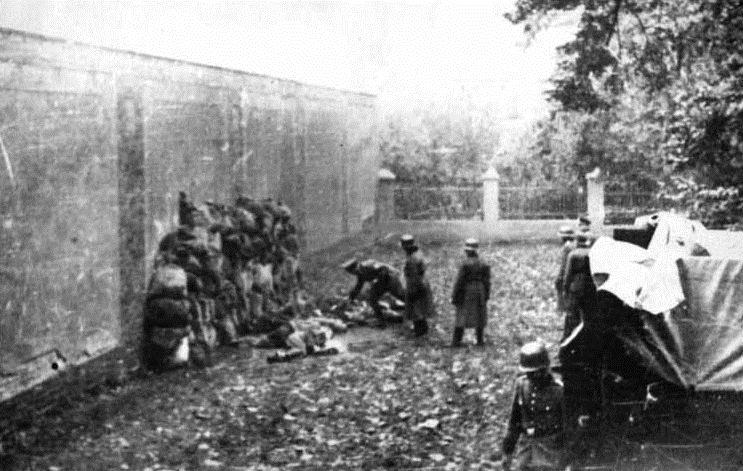
Fusilamiento de judíos polacos en Lezno por comandos Einsatzgruppen.

Los partisanos de Bielski fueron un clan formado por familias judías que se organizaron y escaparon del Holocausto en Polonia a través de los bosques y pantanos de Bielorrusia, liderados por Tuvia Bielski y sus hermanos, Aaron, Alexander "Zus" y Assael durante la Segunda Guerra Mundial. Algunos de los partisanos de Bieslki se unieron ocasionalmente a los partisanos soviéticos y realizaron actos de sabotaje a líneas férreas y emboscadas a destacamentos alemanes pequeños. Este acontecimiento es uno de los hechos más notables de los partisanos judíos durante lo que se ha llamado el Holocausto durante la II Guerra Mundial.

## Historia

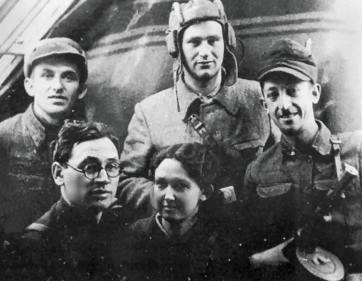
Resistencia judía en Bielorrusia.

La familia Bielski era la única familia judía de las trece que habitaban el pueblo de  Stankiewicz cerca de Novogródek en Bielorrusia al inicio de la Invasión de Polonia por los alemanes en 1939. Los padres de Tuvia y dos de sus hermanas fueron apresados en 1941 y conducidos al gueto de Nowogrodek, siendo allí exterminados por los Einsatzgruppen y la Feldgendarmerie SS de Himmler en 1942.
  Tuvia y sus hermanos lograron escapar a duras penas del Distrito de Lida para ir a refugiarse en los bosques impenetrables de la Bielorrusia occidental y desde allí realizaron acciones para rescatar a judíos que escapaban de las matanzas nazis. Al principio solo intentaron salvarse ellos mismos  y algunos familiares y se ocultaron en Zabielovo, en los bosques de Perelaz. Allí se formó la primera unidad partisana  con 30 miembros adquiriendo armas a gente sin escrúpulos.
Cabe señalar que el antisemitismo en Bielorrusia era bastante fuerte y que esta tendencia afectaba aun a los mismos partisanos soviéticos.
El clan eligió como jefe a Tuvia por su capacidad de liderazgo y por su pasado militar, además de que conocía la región de sobra y esto ayudó a eludir a los grupos de soldados SS que rastreaban la región.
Los alemanes llegaron a ofrecer 100 000 marcos de recompensa por la captura de Tuvia Bielski.

Viendo la inexorable suerte que correría la etnia judía en las localidades de la región de Lida, Tuvia convenció a los Judenrat y organizó la fuga de judíos desde los guetos de las ciudades de Nowogrodek, Minsk, Iwie, Mir, Baranowicze y otras localidades para unirse a su grupo. A finales de 1942 ya había unos 300 miembros organizados como un clan nómada, escondidos en los bosques bielorrusos de Zabielovo.  Parte de los partisanos de reconocimiento al mando de "Zus"  se unieron ocasionalmente a los partisanos soviéticos, quienes les enseñaron a luchar y a realizar actos de sabotaje.  
Los partisanos oprimían a los campesinos no judíos de la región, obligándoles a suministrarles alimentos, con el riesgo de ser delatados ante los alemanes. Asimismo ejecutaban a aquellos campesinos que cometían delación con los alemanes.
Las armas eran suministradas por los partisanos rusos o eran fruto de las emboscadas a destacamentos y agentes de enlace del ejército alemán.
Una epidemia de tifus se desató en medio del clan y hubo que arrebatar las medicinas a puestos bielorrusos para tratar a los enfermos.
En el invierno de 1943, fueron atacados por un batallón alemán apoyado por Stukas y fallecieron 10 combatientes judíos antes de que el grupo pudiese escapar hacia Minsk.
Para fines de 1943, el clan había aumentado a unos 700 miembros y debido a que temían que los campesinos que los proveían de alimentos finalmente les denunciaran a las patrullas alemanas que pululaban en la región, se decidió el traslado a lo profundo de los bosques de Naliboki, que estaba rodeado por ciénagas en la margen oriental del río Niemen. El traslado adquirió los visos de un pequeño éxodo, donde los problemas internos no estuvieron ausentes. Por último se adentraron en lo profundo de la foresta y acamparon.
La comunidad fue llamada la "pequeña Jerusalén" y adquirió el carácter de permanente debido a la poca posibilidad de ser hallados. Se crearon una escuela, un molino, una sastrería, una cárcel y una sinagoga. El bosque de Naliboki estaba dentro de la jurisdicción regional de los partisanos soviéticos al mando del general Vasili Chernyshev, enviado desde Moscú, y gracias a una alianza establecida entre Bielski y Chernyshev se les suministró armas a cambio de que ellos suministraran servicios y una unidad partisana de sabotaje.
En principio Tuvia había rechazado la idea, ya que dejaba sin protección a la comunidad. Sin embargo, los partisanos de Bielski hostigaron pronto a la policía local afín a los alemanes, realizaron emboscadas a los restos del Ejército Centro en retirada desde Rusia, hicieron descarrilar trenes, volaron puentes y algunos testigos aseguran que ejecutaron a 129 colaboracionistas de los nazis en los bosques de Naliboki.
El 22 de junio de 1944, el grupo Bielski había crecido hasta tener 1.213 individuos, de los cuales unos 850 eran ancianos, mujeres y niños. Los partisanos de Bielski habían sufrido unas 50 bajas en su grupo de combate de 150 guerreros en la foresta.

## Desenlace
Assael fue reclutado para el Ejército Rojo y murió en la batalla de Königsberg (Kaliningrado) en 1945. Tuvia, Zus y Aaron se escaparon a Palestina eludiendo el control soviético. Ambos, Tuvia y Zus, pelearon en el Ejército israelí y luego emigraron a los Estados Unidos, donde se establecieron como tranquilos inmigrantes. Sobrevive aún Aaron Bielski.[cita requerida]
Los judíos de Bielski fueron dispersados y asimilados a la nueva situación geopolítica de la posguerra, y hoy miles de descendientes de ellos viven tanto en Polonia como dispersos en el mundo.

## Séptimo Arte
La gesta épica de los hermanos Bielski fue llevada a la pantalla grande en 2008 por el director Edward Zwick en el film Resistencia.
Daniel Craig interpreta a Tuvia Bielski y Zus es interpretado por Liev Schreiber.